# Villeparois
 Villeparois  es una población y comuna francesa, situada en la región de Franco Condado, departamento de Alto Saona, en el distrito de Vesoul y cantón de Vesoul-Est.

## Demografía
| 40 | 55 | 61 | 105 | 152 | 167 |
| Para los censos de 1962 a 1999 la población legal corresponde a la población sin duplicidades (Fuente: INSEE [Consultar]) |    |    |     |     |     |